# Čchoi Jong-kon
Čchoi Jong-kon (korejsky 최용건, anglický přepis: Choe Yong-gon; 21. června 1900 Taechon – 19. září 1976 Pchjongjang) byl korejský politik a vojenský důstojník. V letech 1948 až 1950 zastával funkci nejvyššího důstojníka Korejské lidové armády, mezi lety 1948 až 1957 funkci ministra obrany Severní Koreje a v letech 1957 až 1972 funkci prezidenta prezídia Nejvyššího lidového shromáždění.

## Životopis

### Mládí a první vojenské zkušenosti
Čchoi se narodil v oblasti Taechon v Severním Pchjonganu. Vzdělával se na dvou vojenských akademiích.
První nasazení Čchoi Jong-kona byl boj proti čínské severní expedici roku 1927. V prosinci téhož roku se také účastnil Kantonských komunistických nepokojů. Poté, co Japonsko v září 1931 obsadilo Mandžusko, vedl proti Japoncům partyzánskou válku.

### Politická kariéra

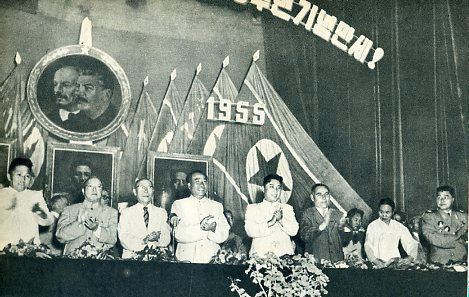
Zleva: Pak Chang-ok, Li Jishen, Kim Tu-bong, Ču Te, Kim Ir-sen, Averkij Borisovič Aristov, Pak Chŏng Ae a Čchoi Jong-kon

Roku 1946 se stal předsedou Korejské demokratické strany. Byl však také současně tajným členem vládnoucí Korejské strany práce a měl za úkol zabránit tomu, aby se KDS stala nezávislou politickou silou. Proto ji také vedl silně prokomunisticky. Během tohoto období byl povyšován a v únoru 1948 se stal nejvyšším důstojníkem Korejské lidové armády. Byl nejvyšším polním velitelem všech severokorejských armád během korejské války, od první invaze do Jižní Koreje v červnu 1950 po dohodu o příměří podepsanou v červenci 1953.
V roce 1953 byl Čchoi povýšen na vice-maršála a byla mu přidělena funkce ministra obrany Severní Koreje. V září 1957 vyměnil křeslo ministra obrany za funkci prezident prezídia nejvyššího lidového shromáždění, což z něj udělalo nominální hlavu státu (ačkoliv všechnu moc měl stále Kim Ir-Sen). Po volbách roku 1972 jej na této funkci nahradil Hwang Jang-yop a Čchoi Jong-kon se stal viceprezidentem prezidia nejvyššího lidového shromáždění.

### Stáří a smrt
V roce 1970 se objevily zprávy o jeho chatrném zdraví. Čchoi Jong-kon se nechal léčit v Německé demokratické republice. Zemřel v Pchjongjangu v roce 1976 a byl mu uspořádán státní pohřeb.

## Osobní život
Jeho nástupce, Hwang Jang-yop, ve svých pamětech uvedl, že s Čchoi Jong-konem sice bylo těžké mít blízké vztahy, avšak ve skutečnosti prý nebyl tak přísný.